# 朱家村站
朱家村站是昆明地铁4号线的地铁车站，位于中华人民共和国云南省昆明市官渡区经东路与经开路交叉口东侧，于2020年9月23日开通。

## 车站结构
朱家村站位于经东路与经开路交叉口东侧，沿经东路路东设置，呈南北走向，为地下两层岛式站台车站，车站长220米,标准段宽19.7米，车站地下一层为站厅层，地下二层为站台层，站台设置全高站台门。
| 地面              | 出入口 | A1、A2、B、C出入口                                                                                              |
| 地下一层          | 站厅   | 客服中心、自动售票机、验票机                                                                                    |
| 地下二层          | 站台   | \| \| \| █ 4号线往金川路（牛街庄） \| \| 島式 · 開左邊车门 \| \| \| \| \| \| █ 4号线往昆明南火车站（羊甫头） \| |
|                   |        | █ 4号线往金川路（牛街庄）                                                                                       |
| 島式 · 開左邊车门 |        | |
|                   |        | █ 4号线往昆明南火车站（羊甫头）                                                                                 |

## 出入口
朱家村站共有4个出入口，各出口及周围设施如下所示：
| 编号                      | 地点           | 建议前往的目的地                          | 照片 |
| ------------------------- | -------------- | ----------------------------------------- | ---- |
| 出口 · A · 1 · 升降机标志 | 经东路         | 东城国际、金光大道物流园区、世豪·香颂时光 |      |
| 出口 · A · 2              | 经东路         | 昆明市公安局车辆管理所                    |      |
| 出口 · B                  | 经开路、经东路 | 昆明科技创新园、昆明市公安局车辆管理所    |      |
| 出口 · C                  | 经浦路、经东路 |                                           |      |
| 註： 設有                 |                |                                           |      |

## 车站历史
本站建设时期工程名为牛街庄站，开通前确定以朱家村站作为车站正式名称。而车站北侧相邻的工程名为麻苴的车站被命名为牛街庄站。
- 2019年3月18日，车站主体结构封顶[2]。
- 2020年9月23日，车站随4号线通车开通[1]。